# مهدي يينيجاد
مهدي يينيجاد (بالإنجليزية: Mehdi Yahyanejad)‏ (1975 - ) كاتب، وشخصية أعمال .